# Zhen Luo
Zhen Luo (xinès tradicional: 甄洛, xinès simplificat: 甄洛; altre nom: Zhen Mi, 甄宓) (183–221), formalment Emperadriu Wenzhao (文昭皇后, literalment, "l'emperadriu civil i diligent") va ser la primera esposa de Cao Pi, el primer governant de l'estat de Cao Wei durant el període dels Tres Regnes de la història xinesa. Va ser honorada a títol pòstum com una emperadriu perquè el seu fill Cao Rui es convertí més tard en emperador. Era considerada una de les grans belleses de l'antiga Xina.

## Inicis i casament amb Yuan Xi
Zhen Luo era de la Comandància Zhongshan (a grans trets l'actual Baoding, Hebei). La seva data de naixement exacta és desconeguda. El seu pare Zhen Yi (甄逸) era el governador de la comandància, però va faltar quan ella només tenia dos anys. Malgrat la mort d'hora del seu pare, la seva família romangué sent rica, i durant les guerres del final de la Dinatia Han la seva família esdevingué localment important proporcionant ajuda contra la fam pels pobres. Zhen Luo era personalment involucrada en el socors alimentari i es guanyà l'elogi de molta gent.
Quan Zhen Luo es va fer major (tot i que no se sap en quin any), Yuan Shao, el senyor de la guerra que controlava la Província de Ji (冀州, més o menys l'actual Hebei) se s'assabentà de la seva reputació i bellesa, i amb èxit va poder casar el seu fill Yuan Xi amb ella. Quan Yuan Shao més tard va enviar a Yuan Xi per ser el governant de la Província de You (幽州, a grans trets el que és ara Beijing, Tianjin, i Liaoning occidental), això no obstant, ella no l'acompanyà sinó que romangué al quarter general del clan Yuan a Yecheng per servir a la seva sogra. Yuan Xi i Zhen Luo no sembla que tingueren cap xiquet.

## Casament amb Cao Pi
Yuan Shao va ser derrotat per Cao Cao a la batalla de Guandu en el 200, i va morir en el 202. Després de la seva mort, els seus fills Yuan Tan i Yuan Shang s'involucraren en disputes intestines pel vast domini del seu pare. Cao Cao enfrontà als dos germans i finalment conquerí tot el territori dels Yuan. Durant la campanya en contra dels Yuan, Cao Cao va capturar Yecheng en el 204, i el seu fill Cao Pi, després de veure a la Dama Zhen, s'obsessionà amb la seva bellesa.
Tot i que el seu marit Yuan Xi encara hi era viu en eixe moment (i ho continuaria estant fins al 207), Cao Pi la va forçar a casar-se amb ell. Vuit mesos més tard, ella va donar a llum a Cao Rui—conduint a la incessant xafarderia sobre que Cao Rui era en realitat el fill biològic de Yuan Xi, i no de Cao Pi, malgrat que semblava força improbable atès que Yuan Xi n'havia estat allunyat de Yecheng durant prou temps abans del casament.
No obstant això, les enraonies es van convertir en una font de tensió entre Cao Pi i la Dama Zhen. L'altra favorita de Cao Pi, Guo Nüwang, es va aprofitar dels rumors incrementant la tensió. A la fi, la Dama Zhen perdé el favor de Cao Pi. Quan ell va forçar a l'Emperador Xian de Han a abdicar i establí Cao Wei en el 220, va situar la seva capital a Luoyang però no manà cridar a la Dama Zhen des de Yecheng per unir-se'l. La molèstia de la Dama Zhen li va ser comunicada per la Dama Guo, enutjant molt més a Cao Pi. En el 221, n'envià missatgers per forçar-la a suïcidar-se.
La Dama Guo es convertí en emperadriu l'any següent. Després que la Dama Zhen morí, pel suggeriment de l'Emperadriu Vídua Guo va ser enterrada amb el seu cabell cobrint-li la cara i la boca plena de closques d'arròs de gra—de manera que fins i tot després de la seva mort fóra incapaç de queixar-se.

## Noms estilitzats
- Dama Zhen
- Emperadriu Wenzhao (a títol pòstum després del 226 EC)